# Alchemilla tredecimloba
Alchemilla tredecimloba es una especie de planta del género Alchemilla, perteneciente a la familia Rosaceae.

## Taxonomía
Alchemilla tredecimloba fue descrita por Robert Buser en 1896.

## Distribución
Se encuentra en el territorio del Cáucaso septentrional y Transcaucasia.